# 로마나 (사르데냐)
로마나(Romana)는 이탈리아의 사르데냐 주 사사리도에 있는 코무네이다. 칼리아리에서 북서쪽으로 약 150 킬로미터 (93 mi), 사사리에서 남쪽으로 약 30 킬로미터 (19 mi) 떨어져 있다. 2004년 12월 31일 기준으로 인구는 608명이며 면적은 21.6 제곱킬로미터 (8.3 mi2)이다.
로마나는 다음 코무네와 접해 있다: 코소이네, 몬텔레오네로카도리아, 파드리아, 티에시, 빌라노바 몬텔레오네.